# Где Уолли?
«Где Уолли?» — цикл детских книг, созданный британским художником Мартином Хендфордом. В них нужно найти определённого человека — Уолли — на картинке, где изображено много людей.
Уолли одет в полосатую красно-белую кофту, носит очки, шапку с помпоном. Он постоянно теряет свои вещи, например, книги, которые тоже нужно найти на картинке.
В начале марта (2008) художница Мелани Коулз (Melanie Coles) нарисовала Уолли на  крыше неизвестного дома в Ванкувере  и предложила пользователям Интернета разыскать его через Google Maps.
По мотивам книги и персонажа были созданы детское телешоу, комиксы, специализированные журналы и компьютерные игры. Образ Уолли получил широкое распространение, часто упоминается в фильмах и сериалах, а также используется в прикладном искусстве.